# Sofía Vergara
Sofía Margarita Vergara Vergara (phát âm tiếng Tây Ban Nha: [soˈfi.a βerˈɣaɾa]; sinh 10, tháng 7 năm 1972) là nữ diễn viên và người mẫu Colombia.
Vergara nổi lên trong khi đồng tổ chức hai chương trình truyền hình cho kênh truyền hình tiếng Tây Ban Nha Univisión vào cuối những năm 1990. Công việc diễn xuất nói tiếng Anh đáng chú ý đầu tiên của cô là trong bộ phim Chasing Papi (2003). Sau đó, cô xuất hiện trong các bộ phim khác, bao gồm Four Brothers (2005) và hai bộ phim của Tyler Perry: Meet the Browns (2008) và Madea Goes to Jail (2009), nhận được đề cử ALMA Award về sau. Thành công của Vergara trên truyền hình đã giành được vai diễn trong phim Xì Trum (2011), New Year's Eve (2011), Happy Feet Two (2011), The Three Stooges (2012), Escape from Planet Earth (2013), Machete Kills (2013), Chef (2014), Hot Pursuit (2015), và Kẻ trộm mặt trăng 4 (2024). Trong năm 2012, 2013 và 2016, cô là nữ diễn viên hàng đầu trên truyền hình Hoa Kỳ.
Vergara đóng vai chính trong loạt phim Modern Family trên đài ABC, vai diễn Gloria Delgado-Pritchett, trong đó cô được đề cử bốn giải Quả cầu vàng, bốn giải Primetime Emmy và bảy giải thưởng của Nghiệp đoàn Diễn viên Màn ảnh. Năm 2014, cô được tạp chí Forbes xếp hạng là người phụ nữ quyền lực thứ 32 trên thế giới.